# إليزابيث ألميرا ألين
إليزابيث ألميرا ألين (بالإنجليزية: Elizabeth Almira Allen)‏ هي مُدرسة أمريكية، ولدت في 27 فبراير 1854 في جوليت في الولايات المتحدة، وتوفيت في 3 مايو 1919.